# Сергеев, Пётр Егорович
Петр Егорович Сергеев (1923, Каменная Сарма, Самарская губерния — 28 апреля 1945, Чехословакия) — командир батареи 615-го гаубичного артиллерийского полка, участник Великой Отечественной войны, Герой Советского Союза.

## Биография
Родился в 1923 году в селе Каменная Сарма (ныне — Ершовского района Саратовской области). Окончил среднюю школу. В декабре 1941 года поступил в артиллерийское училище.
10 февраля 1942 года был призван в Красную армию, с 15 февраля 1943 года — в боях Великой Отечественной войны на Северо-Западном, Брянском, Воронежском, 1-м и 2-м Украинских фронтах.
28 сентября 1943 года, поддерживая огнём 23-й стрелковый корпус при форсировании Днепра, прямой наводкой уничтожил 6 огневых точек противника, до двух рот пехоты. 18 декабря 1943 награждён орденом Красной Звезды (представлялся к ордену Отечественной войны 2 степени).
10 января в бою у д. Королевка лично, заняв место наводчика, подбил 2 танка и один бронетранспортёр; обеспечил вывод батареи без потерь. 19 февраля 1944 награждён орденом Красной Звезды.
В боях 2-7 августа 1944 года, форсируя р. Висла и удерживая плацдарм, находился в боевых порядках пехоты, огнём батареи отбил несколько контратак противника, был тяжело ранен (7.8.1944). 12 октября 1944 награждён орденом Отечественной войны I степени (представлялся к ордену Красного Знамени).
21 января 1945 года его батарея на марше попала в окружение группировки противника. Ведя огонь прямой наводкой, батарея отбила 8 атак превосходящих сил врага, поддержанных четырьмя танкетками и миномётами. В последней схватке, когда на батарее кончились боеприпасы, старший лейтенант П. Е. Сергеев повёл бойцов в штыковой бой. Всего в бою батарея уничтожила 4 танкетки и до 300 солдат и офицеров противника, в том числе П. Е. Сергеев из личного оружия уничтожил 3 офицеров и 23 солдата. Указом Президиума Верховного Совета СССР от 10 апреля 1945 года «за стойкость и мужество во время боя в окружении» присвоено звание Героя Советского Союза.
28 апреля 1945 года в бою за освобождение Остравы (Чехословакия) П. Е. Сергеев был смертельно ранен на наблюдательном пункте, в тот же день скончался. Похоронен братской могиле в городе Ратибор (Польша).

## Награды
- медаль «За отвагу» (26.7.1943)[3]
- два ордена Красной Звезды (18.12.1943[1], 19.2.1944[4])
- орден Отечественной войны I степени (12.10.1944)[3]
- звание Героя Советского Союза (10.4.1945)[5]:
  - медаль «Золотая Звезда»
  - орден Ленина

## Память
- На фасаде здания Балаковского медицинского училища (ранее — средняя школа № 52, которую окончил П. Е. Сергеев) установлена мемориальная доска в память о герое[6].